# Embelia henryi
Embelia henryi là một loài thực vật có hoa trong họ Anh thảo. Loài này được E.H.Walker mô tả khoa học đầu tiên năm 1937.